# S・O・S
「S・O・S」（エスーオーエス）は、1976年（昭和51年）11月にビクター音楽産業（現：ビクターエンタテインメント）からリリースされた日本のアイドルグループ・ピンク・レディーの2枚目のシングルである。売上枚数は約65万枚（オリコン）、120万枚（ビクター）。

## 解説
- ピンク・レディーにとって初のオリコン1位獲得作品である。発売後しばらくの間は目立った動きがなく、1977年（昭和52年）1月17日付チャートでようやくトップ10入りした。1位獲得も2月14日付の1週のみとなり、しかも「青春時代」（歌：森田公一とトップギャラン）との50枚差でのオリコンチャート史上最少差枚数での首位であった[注 1]。ちなみにこの週には前作「ペッパー警部」も10位にランクされている。
- B面の「ピンクの林檎」も人気曲であり、再結成ツアーでもB面のリクエストNo.1であった。

## 冒頭部分の放送でのカット
オリジナルのレコードでは、曲の冒頭部分にモールス符号による「SOS」（遭難信号）が効果音として使われていたため、放送局では（テレビ局・ラジオ局共に）冒頭部分をカットして放送していた。
- 遭難信号は、電波法に規定する「目的外通信」の一つ、遭難通信のみに用いられるもので、放送事項や周波数などの無線局免許の枠を超えて行うことのできる最優先事項である。
- つまり、放送電波を用いて行うこともできるものであり、効果音といえどもSOSを放送することは「遭難の事実のない遭難信号の発信」となることから、放送できなかった。
- 他に問題となった楽曲の多くが、放送局の表現の自主規制、すなわち主観的判断によって一部カットや全面放送禁止とされたのに対し、オリジナルのレコードの冒頭カットは、電波法の規定に従って行われた稀な例である。
- ビクターでピンク・レディーのデビューから解散まですべての曲を担当したディレクター飯田久彦は、デビュー曲の「ペッパー警部」が苦戦していたため、話題作りのため、事前に電波監理局に問い合わせて「かまわないでしょう」との担当監理官の判断を得た上でこの効果音を入れたと述べている[2]。
- しかしこれは各電波監理局の担当監理官によって意見が分かれ、それでもどうしてもとなると郵政省本省、最終的に郵政大臣決裁となることから、厳密に電波法規定に従うものとして全国的に統一し、冒頭カットになった[要出典]。
- 要注意歌謡曲指定制度においては1988年に失効するまで不適当な個所を削除または改訂すれば放送可能なCランク指定だった[3][4]。
- 1999年（平成11年）以降、船舶からの遭難信号の発信には、Global Maritime Distress and Safety System (GMDSS) により、衛星非常用位置指示無線標識装置（衛星EPIRB）などが使われることとなり、日本ではモールス符号による通信が業務用通信では通常使われないものとなったが、世界では2017年現在でも、業務用通信・アマチュア無線で使われている、日本でも非常通信では類似した「OSO」が使われるため、2024年（令和6年）現在でも冒頭部分をカットして放送することが殆どである[注 3]。
- 2019年（平成31年）3月1日放送のNHKラジオ深夜便３時台にっぽんの歌こころの歌ではSOSのモールス符号の入ったピンク・レディーの楽曲「SOS」が流れた。
- 演出として、意図的にモールス符号に似せた音やリズムを用いた楽曲が、ラジオ番組のテーマ曲に使用された例がある[注 4]ほか、一時期メガTONネットワーク（現：TXN）のニュースのテーマミュージックの冒頭では、同じメロディを使ったシンセサイザー音が使われていた。

## 収録曲
1. S・O・S
2. ピンクの林檎
  - 2曲ともに 作詞：阿久悠／作曲・編曲：都倉俊一

## カバー
S・O・S
- はたけんじ（1978年「演歌SOS」としてカバー。シングル）
- リンリンランラン（1978年、広東語による『中秋明月照』としてカバー。香港で発売したアルバム『童年時光』に収録）
- キム·マンス（1981年「星、月、バラ、ユリ」としてカバー。）
- 小泉今日子（1988年、カバー・アルバム『ナツメロ』に収録）
- MAX（1997年、阿久悠トリビュートアルバム『VELFARRE J-POP NIGHT presents DANCE with YOU』に収録）
- ジェリーフィッシュ（2002年、ボックスセット『ファンクラブ』に収録,日本語でカバー）
- 堀ちえみ&山咲トオル（2009年、阿久悠トリビュートアルバム『Bad Friends』に収録）
- ピンク・ベイビーズ（2016年、シングル『渚のシンドバッド』type-Cに収録[5]）
- 李博士（1996年、マキシシングル「李博士の2002年宇宙の旅」でオリジナル曲「I LOVE YOU ジョワジョワ」とのメドレーで韓国語と日本語で歌われた）

ピンクの林檎
- ピンク・ベイビーズ（2016年、シングル『渚のシンドバッド』type-Bに収録[5]）

## アニメ作品でのカバー
- アリスSOS - 主題歌にて出演声優によりカバー（1998年4月6日）。『NHK天才てれびくんワイド うたの詰め合わせ 天てれ福袋』に収録。
- 彼氏彼女の事情 - 挿入歌にて出演声優によりカバー。「夢の中へ」（彼氏彼女の事情版）のカップリング曲として収録。
- ガン×ソード - 第17話「座標Xを追え」EDにて出演声優によりカバー（2005年10月24日）。カルメン99・ウェンディ・ユキコ・プリシラ名義。編曲は中川幸太郎。

## その他
- 日本テレビ系列オーディション番組『スター誕生!』審査員担当の作詞家・阿久悠は、1978年に同番組より芸能界入りした、石野真子のデビュー・シングル『狼なんか怖くない』において「あなたが狼なら 怖くない」と、当曲の冒頭部分である「男は狼なのよ 気をつけなさい」という歌詞とは、全く別の視点で発展させた内容を製作した。但し阿久自身の著書『歌謡曲の時代』によると、「決してオオカミの恐怖を否定したり、その存在を容認するものでは無い」と記載している[6]。
- 岡林信康がアンサーソング「新説SOS」を1978年発売のLP『セレナーデ』に収録している。同曲は同年、笑福亭鶴光が「鶴光の新説SOS」のタイトルでカバーしシングル発売した。
- 『ジャッカー電撃隊』（テレビ朝日系）2話「2テンジャック!秘密工場を電撃せよ」で、ダイヤジャックこと東竜（伊東平山）のボクサー時代のコーチ・山内（大前田武）が出しているスナックのシーンで流され（スナックのラジオから流れた）、店員サムがこの歌に合わせて踊っていた。
- 1988年11月23日、フジテレビ系『夜のヒットスタジオ』にて中森明菜と小泉今日子がこの曲を振り付きでデュエットした。
- 1993年9月、フジテレビ系『ダウンタウンのごっつええ感じ』にアメリカのロックバンド、ジェリーフィッシュが出演した際に日本語でカバーを披露。彼らは子供時代にテレビ番組「Pink Lady and Jeff」を観て、この曲に親しんでいた。
- 2010年には、井筒和幸監督の日本映画『ヒーローショー』のエンディングテーマに使用された。
- 2017年には、新潟県燕市のご当地ヒーロー「方言戦隊メテオレンジャー」のメンバーによるユニット「黄桃レデー」が特殊詐欺被害防止の歌詞の替え歌を披露した[7]。